# Rivulus decoratus
Rivulus decoratus är en fiskart som beskrevs av Costa, 1989. Rivulus decoratus ingår i släktet Rivulus och familjen Rivulidae. Inga underarter finns listade i Catalogue of Life.